# Caudron R-4
Die Caudron R-4 war ein von der französischen Firma Société des avions Caudron entwickelter Aufklärungsdoppeldecker im Ersten Weltkrieg.

## Geschichte
Die Caudron R-4 wurde von der Firma der Brüder René und Gaston Caudron in Issy-les-Moulineaux als dreisitziger Bomber entwickelt. Wie die Firmenbezeichnung R-4 zeigt, geht die Konstruktion auf den Bruder René zurück, der damit die bisherige Tradition der Firma, Gitterrumpfflugzeuge wie die Caudron G-III zu bauen, beendete.

## Entwicklung
Im Juni 1915 erschien der Prototyp der Caudron R-4, ein für seine Zeit außerordentlich sauber durchkonstruiertes Flugzeug mit glatten Konturen. Die R-4 stellte eine radikale Abkehr von den bisherigen Caudron-Konstruktionen dar, denn der Rumpf war in voller Länge bis zum einteiligen Seitenleitwerk ausgeformt. Der Doppeldeckerflügel war dreistielig und besaß am Oberflügel Querruder. Die Zwillingsräder unter den beiden Motorgondeln und der Schleifsporn wurden durch ein Einzelrad unter dem Bug ergänzt, welches die Propeller im Fall einer harten Landung schützen sollte. Die drei Cockpits waren hintereinander angeordnet, in der Mitte der Pilot, vorne der Beobachter, hinten der Bordschütze, beide mit ein bis zwei Lewis-MGs ausgerüstet.
Im September 1915 erschien ein weiterer Prototyp, der als Caudron R-5 bezeichnet wurde. Er war mit seinen beiden 200-PS-Renault-Motoren und Flügelfläche von 85 m² größer und mit einer Leermasse von 2.000 kg deutlich schwerer als die R-4. Über eine Serienproduktion ist nichts bekannt.

## Einsatz
Die Flugleistungen der R-4, insbesondere die zu schwache Motorleistung, machten den geplanten Einsatz als Bomber nicht möglich. So flog das Flugzeug unter der Bezeichnung R-4A.3 aber hauptsächlich vom Frühjahr 1916 an vor allem Aufklärungseinsätze, bis es ab April 1917 durch die leistungsstärkeren Létord-Typen abgelöst wurde. Dabei konnte sich die R-4 wegen ihrer starken Bewaffnung gegen die damaligen Jagdflugzeuge behaupten und errang selbst zahlreiche Luftsiege. Allein die Escadrille C.46 der Aéronautique Militaire erzielte mit ihren R-4 innerhalb von acht Wochen 34 Luftsiege.
Einige Maschinen wurden zur Verbesserung der Steigleistung später auf Hispano-Suiza 8Aa (150 PS) umgerüstet. Im Einsatz zeigte die Konstruktion aber bald strukturelle Schwächen. Am 12. Dezember 1915 kam Gaston Caudron in Lyon selbst während eines Testflugs bei einem Absturz ums Leben. Die Produktion wurde nach 249 Maschinen gestoppt und unter dem Konstrukteur Delville auf die Weiterentwicklung R-11 gesetzt.

## Militärische Nutzung
Frankreich
- Armée de l’air

## Technische Daten
| Kenngröße             | Daten                                             |
| --------------------- | ------------------------------------------------- |
| Besatzung             | 3                                                 |
| Länge                 | 11,80 m                                           |
| Spannweite            | 21,10 m                                           |
| Höhe                  | 3,60 m                                            |
| Flügelfläche          | 70,00 m²                                          |
| Nutzlast              | 620 kg                                            |
| Leermasse             | 1.710 kg                                          |
| max. Startmasse       |                                                   |
| Höchstgeschwindigkeit | 136 km/h in Bodennähe                             |
| Steigzeit auf 2000 m  | 18 min                                            |
| Dienstgipfelhöhe      | 4600 m                                            |
| Reichweite            | 500 km                                            |
| Triebwerke            | 2 × Renault 12Db, je 130 PS (97 kW) Startleistung |
| Bewaffnung            | 4 × 7,7-mm-MG (Lewis), 100 kg Bomben              |